# Licht

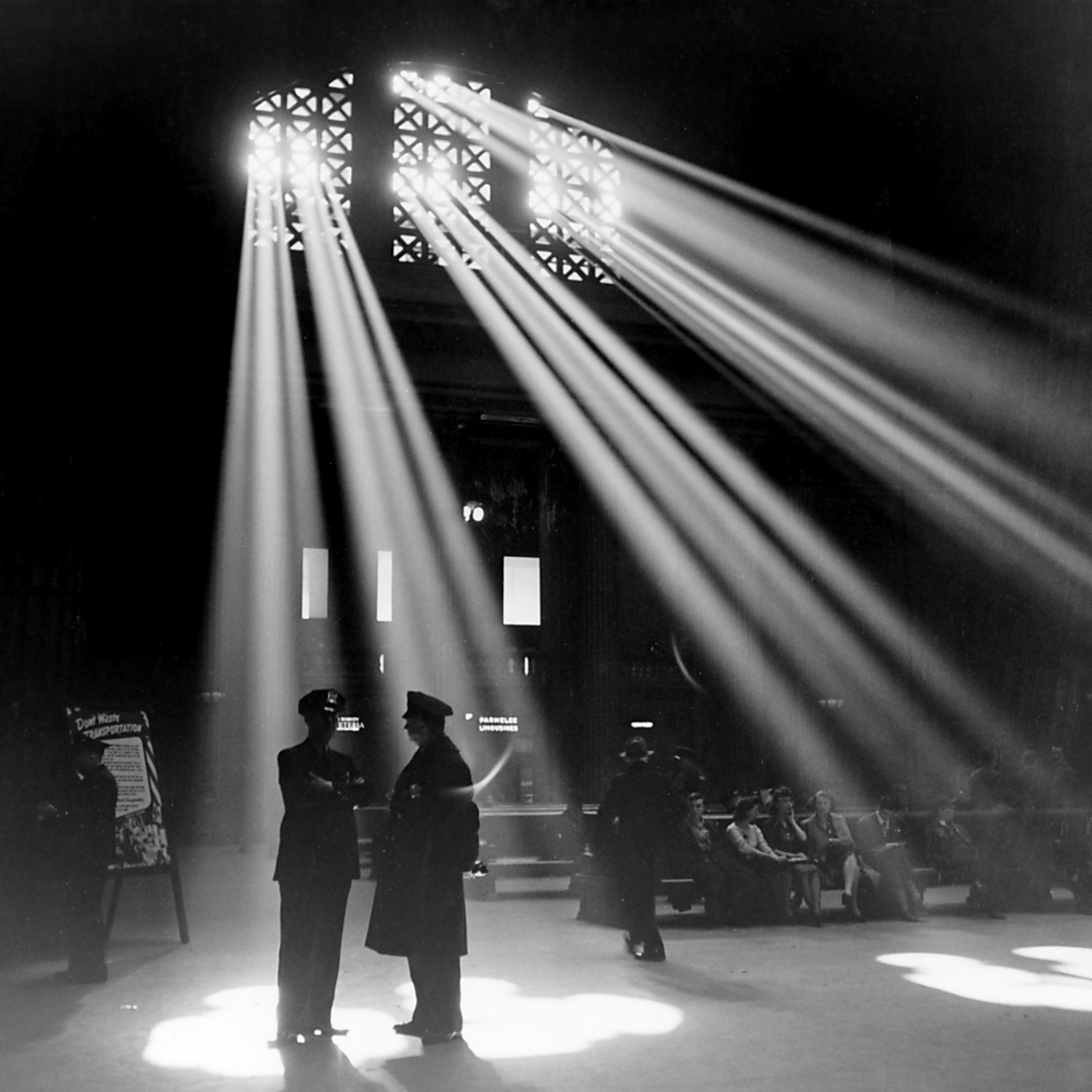
Licht uit lichtbundels wordt alle kanten op verstrooid door stof in de lucht en daardoor worden de lichtbundels ook van opzij zichtbaar. Spoorwegstation Chicago Union Station, 1943.

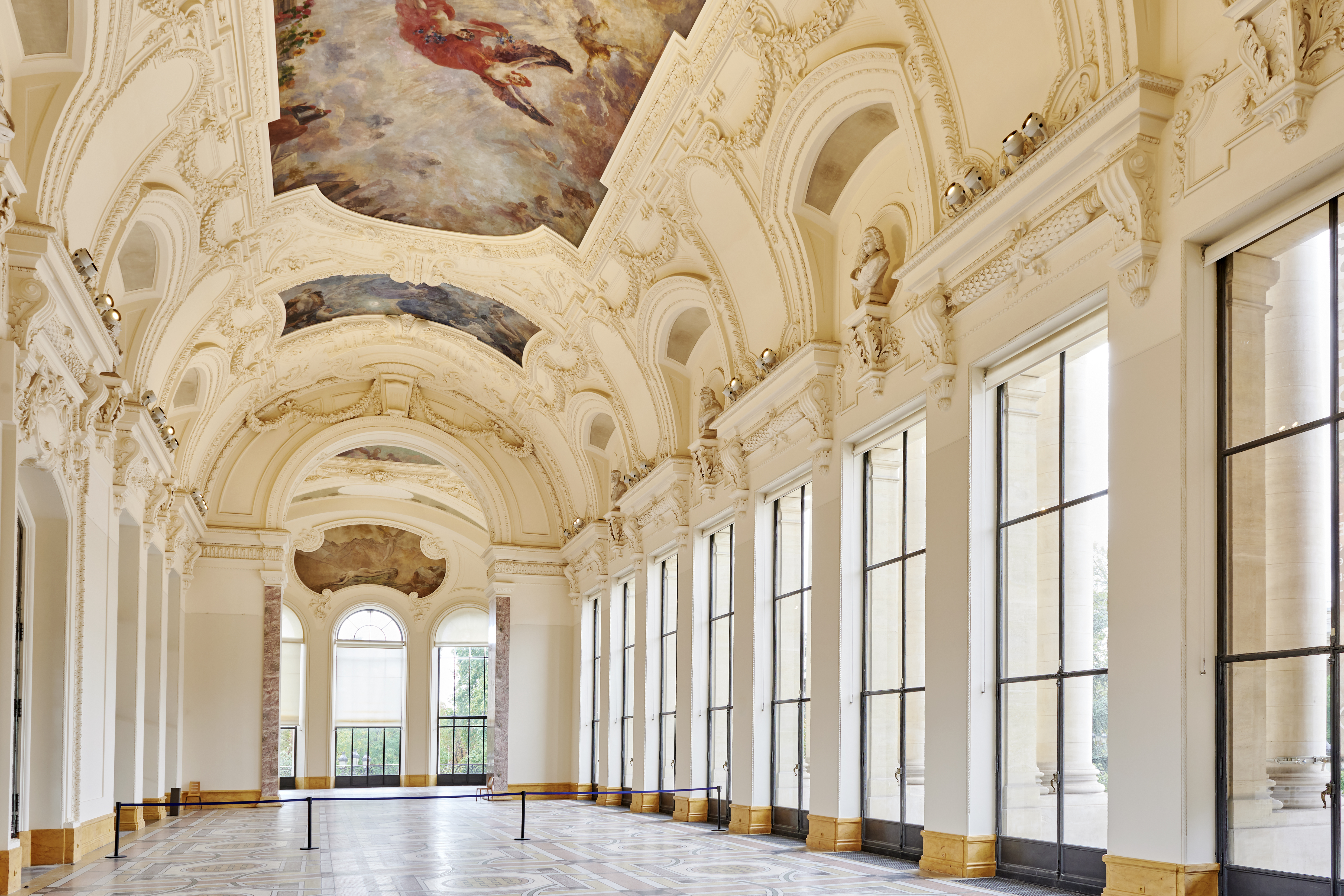
De Espace de réception van het Petit Palais te Parijs, met grote ramen die het licht binnen laten. Het licht reflecteert zich daarna door de lichte kleur van de muren.

Licht is elektromagnetische straling in het frequentiebereik dat waarneembaar is met het menselijk oog. Het niet zichtbare infrarood, met een iets lagere frequentie, en ultraviolet, met een iets hogere frequentie, worden soms foutief als infrarood licht en ultraviolet licht aangeduid. Licht van een bepaalde frequentie heeft een golflengte die afhankelijk is van het medium. Meestal geeft men de golflengte in vacuüm of lucht, omdat daarin de meeste toepassingen zich afspelen. Het zichtbare spectrum strekt zich uit over golflengten van ongeveer 380 nm (nanometer; violet) tot 780 nm (rood) in vacuüm en lucht. In vacuüm plant licht zich, zoals alle elektromagnetische straling, voort met de lichtsnelheid. Lichtkwanta, die in de kwantumoptica een rol spelen, worden fotonen genoemd.
De drie variabelen die licht beschrijven, zijn de lichtsterkte (ofwel amplitude), de kleur (ofwel frequentie of golflengte) en de polarisatie, ofwel de trillingsrichting, die altijd loodrecht op de voortplantingsrichting staat. De optica is het natuurkundige onderzoeksveld dat zich bezighoudt met het gedrag van licht, en de wisselwerking tussen licht en materie.

## Deeltje of golf

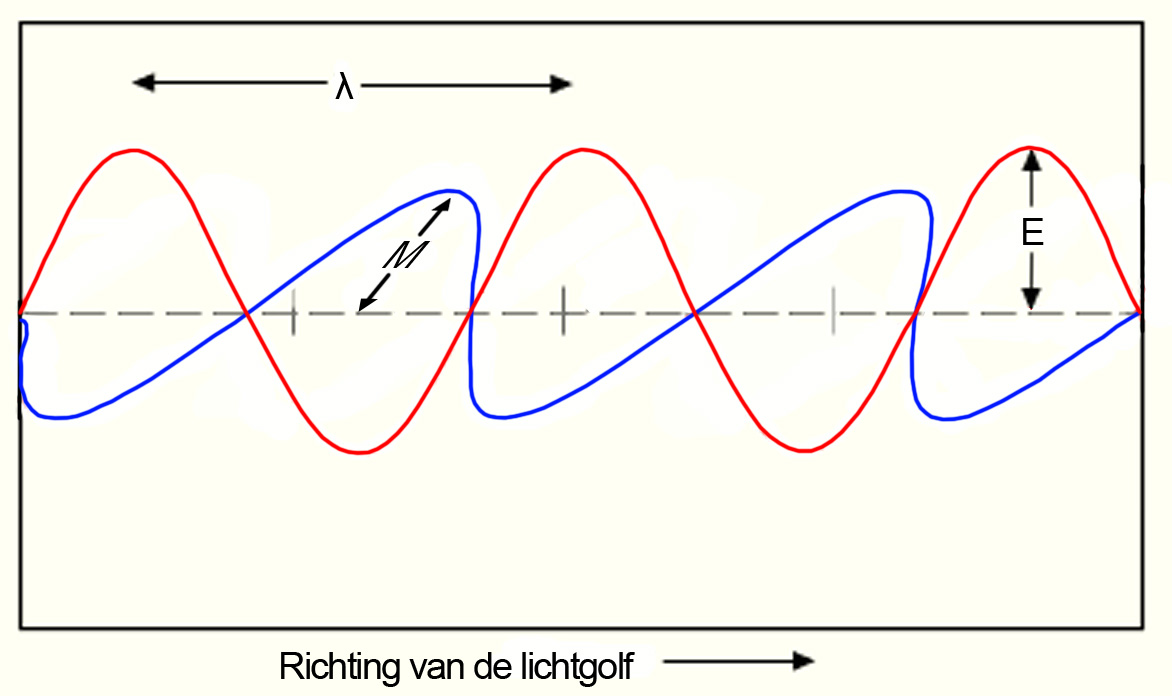
Licht beschreven als een golf. De elektrische (E, rood) en magnetische (M, blauw) velden trillen in loodrecht op elkaar staande richting, terwijl de golf zich voortplant. De golflengte is aangegeven met het symbool λ.

In de 17e eeuw beweerde Christiaan Huygens als eerste dat licht een golfverschijnsel is. Voor deze stelling van Huygens pleitten de bij licht waargenomen verschijnselen interferentie en buiging. Het idee werd verworpen door Isaac Newton, die stelde dat licht uit een stroom van snel bewegende deeltjes bestaat. Er ontstond een felle discussie, die aanvankelijk werd beslecht in het voordeel van de deeltjestheorie. In de 19e eeuw werd duidelijk dat licht een elektromagnetisch golfverschijnsel is, binnen een specifiek golflengtegebied, dankzij het experimentele werk van Thomas Young, Augustin Jean Fresnel en Heinrich Hertz en het theoretische werk van Lorentz. Het gedrag van licht kon verklaard worden door het oplossen van de Maxwellvergelijkingen, die de theoretische basis vormen voor de verklaring van alle bekende elektromagnetische verschijnselen. Met de opkomst (begin 20e eeuw) van de kwantummechanica werd er alsnog een gelijktijdig bestaand deeltjeskarakter (dualiteit) van licht vastgesteld. Dit culmineerde in de ontwikkeling van de kwantumelektrodynamica, die alle wisselwerkingen tussen geladen deeltjes onder uitwisseling van fotonen volledig, en met zeer grote nauwkeurigheid beschrijft en voorspelt. De kwantumelektrodynamica is een synthese tussen de relativistische versie van de Maxwellvergelijkingen en de kwantummechanica.

## Ontstaan van licht
Als atomen voldoende verhit worden, of op een andere manier in een aangeslagen toestand terechtkomen, kunnen de buitenste elektronen op een hoger, ofwel geëxciteerd energieniveau komen. Wanneer een elektron terugkeert naar een lager energieniveau, wordt de vrijgekomen energie in de vorm van een foton uitgezonden. De grootte van de energie van het foton bepaalt de frequentie en dus de golflengte, en daarmee de kleur van het uitgezonden licht.

## Lichtsnelheid en voortplantingsrichting
De lichtsnelheid is in een isotroop medium gelijk in alle voortplantingsrichtingen.
Licht plant zich in vacuüm voort met een snelheid van per definitie 299 792 458 meter per seconde. In een medium als water, lucht of glas is de snelheid lager. Dit komt door de interactie tussen de elektrische vector van de lichtgolven en de elektronenwolken rondom de atomen waaruit het medium is opgebouwd. De verhouding tussen de lichtsnelheid in vacuüm en de lichtsnelheid in een medium is de brekingsindex van dat medium.
In de speciale relativiteitstheorie wordt gepostuleerd dat de lichtsnelheid in vacuüm een natuurkundige constante is, die zelfs niet, zoals voor de formulering van deze theorie in 1905 werd aangenomen, afhangt van de bewegingstoestand van de waarnemer ten opzichte van de lichtbron.

## Breking (refractie)

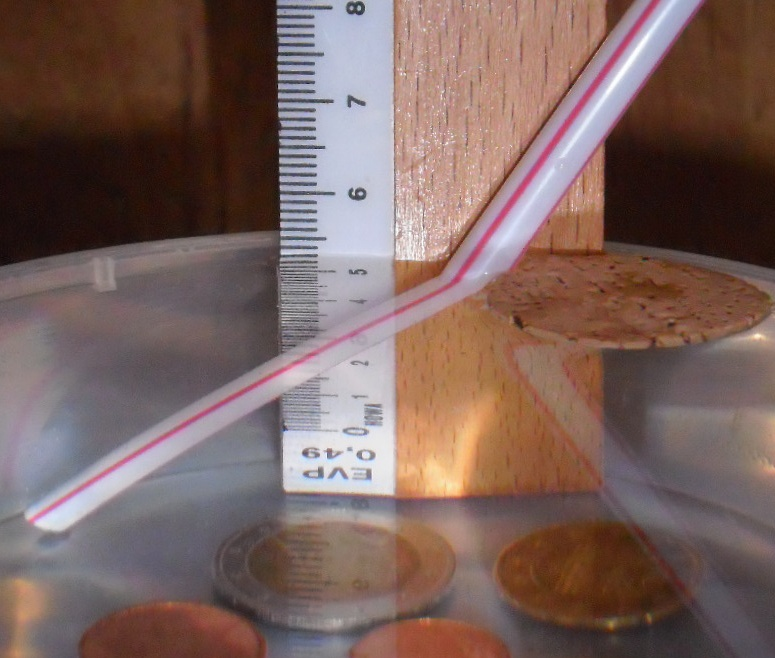
Door de lichtbreking op het grensvlak tussen lucht en water lijkt het rietje geknikt en lijkt de liniaal in elkaar gedrukt

Als licht door een transparant medium (zoals lucht, water, of glas) beweegt, wordt de voortplanting vertraagd ten opzichte van vacuüm, met een factor die brekingsindex wordt genoemd. De brekingsindex is gedefinieerd als de verhouding van de lichtsnelheid in vacuüm tot die in het medium:
{\displaystyle n={\frac {c}{v_{f}}},}
met {\displaystyle n} de brekingsindex, {\displaystyle c} de lichtsnelheid in vacuüm en {\displaystyle v_{f}} de fasesnelheid in het medium. Bij een verandering van de brekingsindex, bijvoorbeeld op het grensvlak tussen lucht en water, verandert – bij schuine lichtinval – behalve de voortplantingssnelheid ook de voortplantingsrichting van de golven. Dit verschijnsel heet lichtbreking of refractie, en is te beschrijven en berekenen met de Wet van Snellius.
Omdat de snelheid gelijk is aan de golflengte maal de frequentie, volgt hieruit  de verhouding van de golflengte in vacuüm en in een stof.

### Breking in anisotrope media
In een anisotroop medium varieert de lichtsnelheid, afhankelijk van de hoek tussen een transversale Elektrische veldsterktevector van een elektromagnetische golf en een optische as van een kristallijn medium (er kunnen maximaal twee optische assen zijn). Dit is het gemakkelijkst te constateren middels het verschijnsel dubbele breking. Een bundel wit licht zal zich zelfs bij loodrechte inval opsplitsen in twee witte bundels (dus niet te verwarren met dispersie, die alleen bij schuine inval opsplitsing in bundels van verschillende kleuren veroorzaakt).

## Weerkaatsing (reflectie)
Als licht onder een bepaalde invalshoek met de normaal op een oppervlak tussen twee media met verschillende brekingsindices stuit, kan dat geheel of gedeeltelijk gereflecteerd worden, onder een eenzelfde hoek met de normaal. Het eventuele niet gereflecteerde deel vervolgt zijn weg door het tweede medium volgens de bovengenoemde brekingswet. Is de invalshoek groter dan de Brewsterhoek, dan wordt alle invallende straling gereflecteerd.

## Buiging (diffractie)
Als licht door een opening gaat met afmetingen in dezelfde orde van grootte als de golflengte, is er niet één bepaalde straal of bundel die recht door die opening valt, maar buigt een deel van de bundel af, zoals ook watergolven doen. Met het klassieke golfbak-experiment kan dit zichtbaar worden gemaakt. Als lichtgolven verstoord worden door kleine onregelmatigheden in het medium (druppeltjes, stofjes en zelfs moleculen) dan wordt het effect verstrooiing genoemd. Hierbij wordt onderscheid gemaakt tussen obstakels die groter, ongeveer even groot of kleiner zijn dan de golflengte.
Het tweespletenexperiment is gebaseerd op de buiging van het licht dat valt door twee spleten met een onderlinge afstand in de grootteorde van de golflengte. Er ontstaat een interferentiepatroon van donkere banden waardoor het golfkarakter van licht wordt aangetoond. Moderne beschouwingen zien het experiment als een interferentie van de golffuncties van de fotonen. Het experiment kan namelijk ook foton na foton worden uitgevoerd met hetzelfde resultaat, wat inhoudt dat een individueel foton met zichzelf interfereert.

## Lichtsterkte
De intensiteit van licht wordt de lichtsterkte genoemd; de eenheid van lichtsterkte is de candela (afgekort cd). In SI-eenheden komt deze overeen met 1/683 watt per steradiaal. De minimale lichtsterkte voor kleurwaarneming bedraagt ongeveer 3 cd/m2. De aarde ontvangt van de zon ongeveer 2 000 000 000 cd/m2 (dit heet de zonneconstante) en van de (volle) maan ongeveer 2500 cd/m2.

## Lichtspectrum
Licht is elektromagnetische straling. De frequenties van lichtgolven vormen een deel van het totale spectrum. Vaak wordt de indeling van het spectrum gedaan op grond van de golflengte, waarmee dan de golflengte in vacuüm wordt bedoeld, aangezien de golflengte afhankelijk is van het medium. Gebruik van de frequentie heeft soms als voordeel dat deze niet afhankelijk is van het medium. Bij beschrijving van buiging, interferentie en verstrooiing in een bepaald medium is echter de golflengte in dat medium de meest relevante grootheid.
Licht dat bestaat uit lichtgolven met alle dezelfde golflengte/frequentie, heet monochromatisch licht. De kleur die men ziet is de kleur die bij die frequentie hoort. In de natuur komt meestal polychromatisch licht voor, dat bestaat uit golven die verschillende golflengtes hebben. Ook dan ziet het oog maar één kleur, die de "optelsom" is van de verschillende monochromatische kleuren. Als alle golflengtes van het zichtbare deel van het spectrum in min of meer gelijke mate aanwezig zijn, zien we de kleur wit. Combinaties van lichtgolven van complementaire kleuren zullen ook als wit gezien worden. Sommige kleuren, zoals de kleur bruin, kunnen alleen gevormd worden uit combinaties van verschillende golflengtes.

## Polarisatie van licht
Licht bestaat zelden uit een golf die slechts in één vlak trilt. De polarisatie wordt gedefinieerd als de trillingsrichting van het elektrische veld (het magnetische veld staat hier altijd loodrecht op en kan daardoor buiten beschouwing blijven). De elektrische vector kan een helix beschrijven rondom de voortplantingsrichting. De elektrische vector kan ontbonden worden in twee loodrecht op elkaar staande componenten. Deze ontbinding is willekeurig: Voor de analyses in de optische isomerie wordt lineair gepolariseerd licht in twee circulaire componenten ontbonden, in de optica circulair of elliptisch gepolariseerd licht in twee lineaire componenten.

## Lichtbronnen
De zon is de belangrijkste natuurlijke lichtbron. Licht kan ook kunstmatig opgewekt worden, vanouds met vuur, maar sinds de 19e eeuw ook met gloeilampen; later zijn andere typen ontwikkeld, zoals gasontladingslampen, zwavelplasmalampen en led's (light emitting diode).
Een kunstmatige bron van licht dat zowel coherent als monochromatisch  is, is de laser, die vanaf 1960 ontwikkeld is. In de telecommunicatie wordt de glasvezel ingezet om snel grote hoeveelheden gedigitaliseerde informatie te versturen door middel van het verzenden van lichtsignalen opgewekt door een laser. Niet-monochromatisch licht zou het informatiedragende signaal vanwege de onvermijdelijke dispersie van het glas uitgesmeerd worden over langere afstanden. Een andere voor consumenten belangrijke toepassing is de cd- en dvd-speler. Lasers spelen echter in veel technisch-wetenschappelijk onderzoek ook een belangrijke rol. De pulslaser, bijvoorbeeld, is een onmisbaar onderzoeksinstrument in de atoom- en molecuulfysica.